# Cephalocoema paulistana
Cephalocoema paulistana är en insektsart som beskrevs av Bentos-pereira 2007. Cephalocoema paulistana ingår i släktet Cephalocoema och familjen Proscopiidae. Inga underarter finns listade i Catalogue of Life.